# Амансио Ортега Гаона
Амансио Ортега (на испански: Amancio Ortega Gaona) е испански предприемач. Основател и бивш президент (до 10 януари 2011 г.) на индустриалната група Inditex, от която Ортега притежава около 60%. Тази група компании има над 7000 магазина в 90 страни, с повече от 92 000 служители, най-известна от които е веригата магазини Zara. Притежава също марките Pull & Bear, Bershka, Massimo Dutti, Oysho, Zara Home, Kiddy's Class, Tempe, Stradivarius.
Според класацията на списание Forbes Ортега (към февруари 2017 г.) е най-богатият човек в Европа и вторият в света с активи на стойност 72,8 милиарда щатски долара.